# Juho Vennola
Juho Heikki Vennola (Oulu, 19 de juny de 1872 - Hèlsinki, 3 de desembre de 1938) va ser un catedràtic d'economia en la Universitat de Hèlsinki, membre del Parlament de Finlàndia, i polític del Partit Nacional Progressista, i es va exercir com Primer Ministre de Finlàndia en tres ocasions.
El primer govern de Vennola va ser des del 15 d'agost de 1919 al 15 de març de 1920 i el segon des del 9 d'abril de 1921 al 2 de juny de 1922. Va ser també Primer Ministre durant el segon govern de Pehr Evind Svinhufvud del 18 de febrer al 22 de març de 1931. També va ser Ministre d'Hisenda (1918–1919), de Comerç i Indústria (1919), d'Assumptes Externs (1922–1924) i novament d'Hisenda (1930–1931).
Vennola va ser membre del Parlament de 1919 a 1930.